# Каротидный синус
Синокаротидная зона —  важная рефлексогенная зона, участвующая в обеспечении постоянства (гомеостаза) артериального давления, работы сердца и газового состава крови. Состоит из каротидного синуса (лат. sinus caroticus) и каротидного клубочка (лат. glomus caroticum). Топографически проецируется в сонном треугольнике шеи на уровне верхнего края щитовидного хряща. Синокаротидная зона входит в состав аортально-каротидной рефлексогенной зоны в которую так же включается схожая и функционально связанная рефлексогенная зона дуги аорты.
Каротидный (сонный) синус (от др.-греч. καρόω — погружаю в сон и лат. sinus — пазуха, залив), место расширения внутренней сонной артерии, сразу после отхождения её от  общей сонной артерии. Здесь расположены барорецепторы, реагирующие на изменение артериального давления. Каротидный синус иннервируется чувствительной синусной ветвью (лат. r. sinus carotici) языкоглоточного нерва — нервом Геринга.
Каротидный (сонный) клубочек представляет нервное сплетение образованное волокнами:
- языкоглоточного нерва (синусная ветвь (лат. r. sinus carotici));
- блуждающего нерва (наружная ветвь (лат. r. externus) верхнего гортанного нерва (лат. n. laryngeus superior));
- симпатической нервной системы (наружные сонные нервы (лат. n. carotici externi) верхнего шейного узла (лат. ganglion cervicale superius)).

Сонные клубочки (правый и левый имеют средние размеры 5-8 × 1,5-5 × 1,5 мм, обильно кровоснабжены, прикреплены к стенкам сонных артерий соединительной тканью. В ней располагаются хеморецепторы, реагирующие на изменение химического состава крови и парциального давления кислорода в крови.
Возбуждение нервных окончаний в синокаротидной зоне — начальное звено каротидных рефлексов. Раздражение синокаротидной зоны приводит к рефлекторному снижению артериального давления, что в некоторых случаях (к примеру при внешнем механическом воздействии) вследствие гипоксии головного мозга может приводить к потере сознания. При атеросклерозе может наблюдаться повышение возбудимости рецепторов зоны.